# حصاة جادع (دوعن)
'

تعديل مصدري - تعديل

حصاة جادع هي إحدى قرى عزلة صيف بمديرية دوعن التابعة لمحافظة حضرموت، بلغ تعداد سكانها 52 نسمة حسب تعداد اليمن لعام 2004.